# Britton Bath Osler
Britton Bath Osler (19 juin 1839 - 5 février 1901) était un avocat et procureur canadien. 

## Biographie
Né à Bond Head (Canada-Ouest), il était l'aîné de trois frères célèbres, les deux autres étant Sir William Osler et Edmund Boyd Osler (en).
Il se fit connaître en participant aux poursuites engagées contre Louis Riel après la Rébellion du Nord-Ouest en 1885. Il poursuivit sa carrière au service du gouvernement canadien (notamment dans des arbitrages avec le Canadien Pacifique), et est également connu pour avoir été responsable de la poursuite dans certains procès hautement publicisés, comme celui de Reginald Birchall (en). 
Il fonda la firme d'avocats McCarthy, Osler, Hoskin & Creelman (plus tard McCarthy, Osler, Hoskin & Harcourt) avec D'Alton McCarthy. Cette firme est aujourd'hui connu sous le nom d'Osler, Hoskin & Harcourt (en).